# Turn (poker)

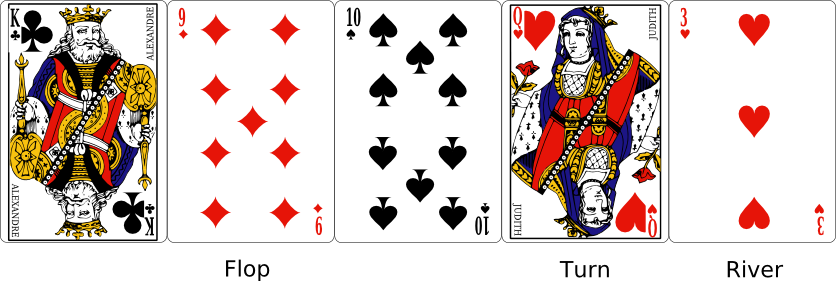
Voorbeeld van flop, turn en river.

Bij poker verwijst de turn naar de vierde speelkaart die getoond wordt bij community card poker varianten, zoals Texas Hold 'em en Omaha Hold 'em. Deze kaart kan door alle spelers gebruikt worden om de best mogelijke hand te creëren.
Na de flop, de eerste drie speelkaarten, kunnen de spelers inzetten waarna de vierde kaart, de turn, wordt getoond. Na de turn is er opnieuw een inzetronde met daarna de river, de vijfde en laatste speelkaart.